# Sambak
Sambak is een bestuurslaag in het regentschap Magelang van de provincie Midden-Java, Indonesië. Sambak telt 1972 inwoners (volkstelling 2010).